# エル・マクルモア
エル・マクルモア（Elle McLemore, 1991年9月16日 - ）は、アメリカ合衆国・ハワイ州ホノルル出身の女優である。

## 出演作品

### テレビ
- アーミー・ワイフ（ホリー・トルーマン）
- スイート・ライフ オン・クルーズ
- ザ・ミドル 中流家族のフツーの幸せ